# Linstock
Linstock – osada w Anglii, w Kumbrii.
W latach 1870–72 wieś liczyła 205 mieszkańców.